# Роканово (Ярославская область)
Роканово — деревня Огарковского сельского поселения Рыбинского района Ярославской области .
Деревня расположена непосредственно на федеральной автомобильной дороге Р104 на участке Рыбинск—Пошехонье. Ближайшая деревня в сторону Рыбинска - Ляга, в сторону Пошехонья — Пачеболка, которая находится уже в Пошехонском районе. Деревня имеет основную улицу, ориентированную вдоль дороги . 
Деревня Раконова обозначена на плане Генерального межевания Рыбинского уезда 1792 года.
На 1 января 2007 года в деревне числилось 3 постоянных жителя . Деревня обслуживается почтовым отделением в Милюшино, расположенном на дороге в сторону Рыбинска, к югу. По почтовым данным в деревне 12 домов .